# Waterloo Place
Waterloo Place est une place située dans le quartier de St. James's (Cité de Westminster) à Londres.

## Situation et accès

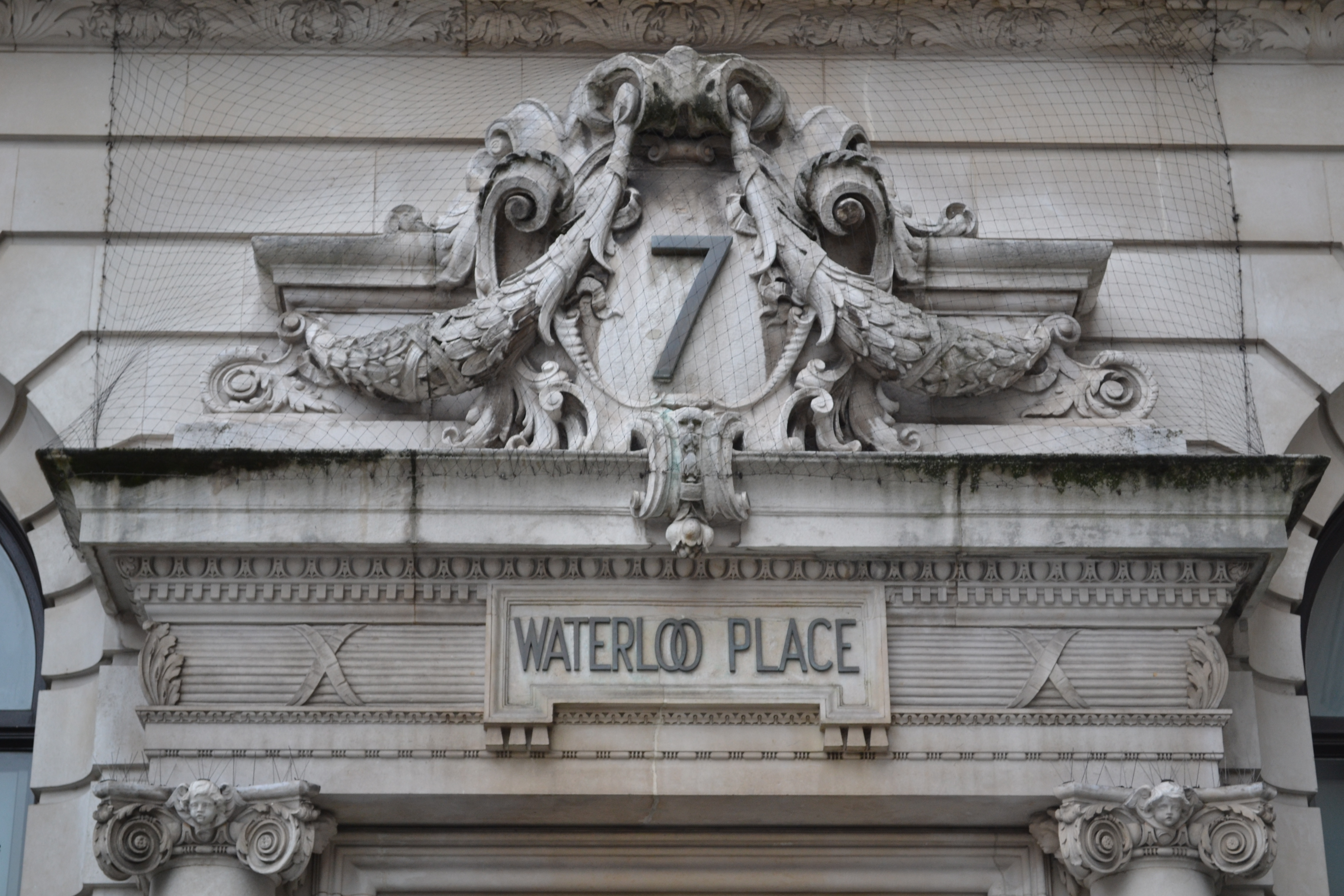
7, Waterloo Place (détail).

De plan rectangulaire, d’une symétrie quasi parfaite, la place se situe dans le prolongement de Regent Street et s'étend sur environ 160 mètres pour atteindre Carlton House Terrace. Traversée au tiers de sa longueur par Pall Mall, elle est de ce fait divisée en deux places de styles et d’usages différents. La partie nord regroupe divers établissements de luxe ; au sud s’élèvent, de part et d’autre de la place, deux bâtiments de type néoclassique : le club Athenaeum et l’Institute of Directors. L’espace entre les deux bâtiments servit longtemps de parking. Les flancs sud de la place sont constitués par les anciens jardins de Carlton House, aujourd’hui les Waterloo Gardens.
Les stations de métro les plus proches sont Charing Cross à l'est, où circulent les trains des lignes  Bakerloo  Northern, et  Piccadilly Circus au nord, desservie par les lignes  Bakerloo  Piccadilly.

## Origine du nom
Il fait référence à la bataille de Waterloo (1815).

## Historique

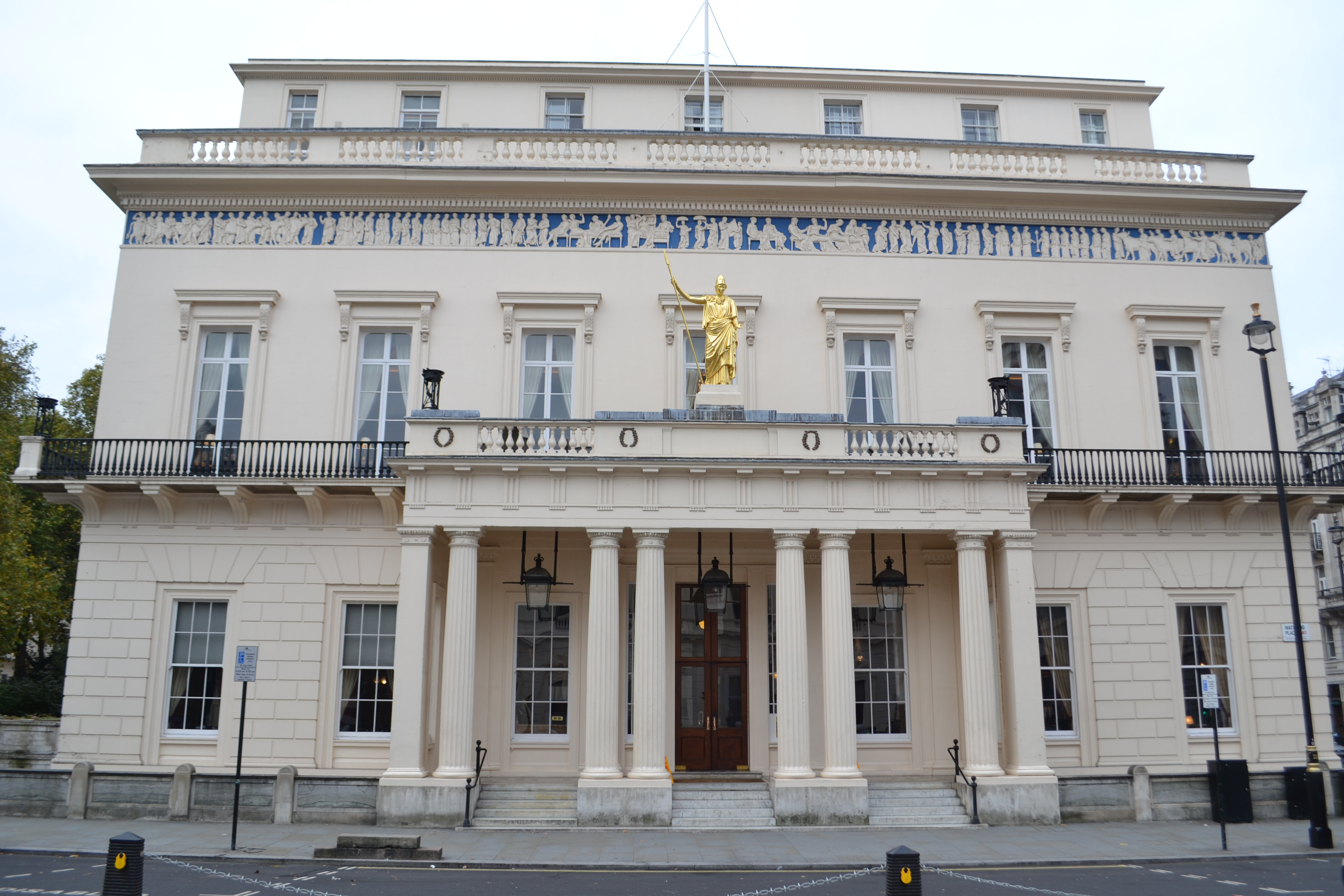
Le club Athenaeum.

Construite sur le modèle de la Grand-Place à la française, Waterloo Place célèbre la victoire du duc de Wellington sur Napoléon à Waterloo en 1815.
Après la démolition de l’ancienne résidence du prince-régent (1825), qui en occupait la partie sud, la place est agrandie par l’architecte John Nash et deux bâtiments sont édifiés de chaque côté : le club Athenaeum conçu par Decimus Burton et le club United Service œuvre de John Nash lui-même.

## Bâtiments remarquables et lieux de mémoire

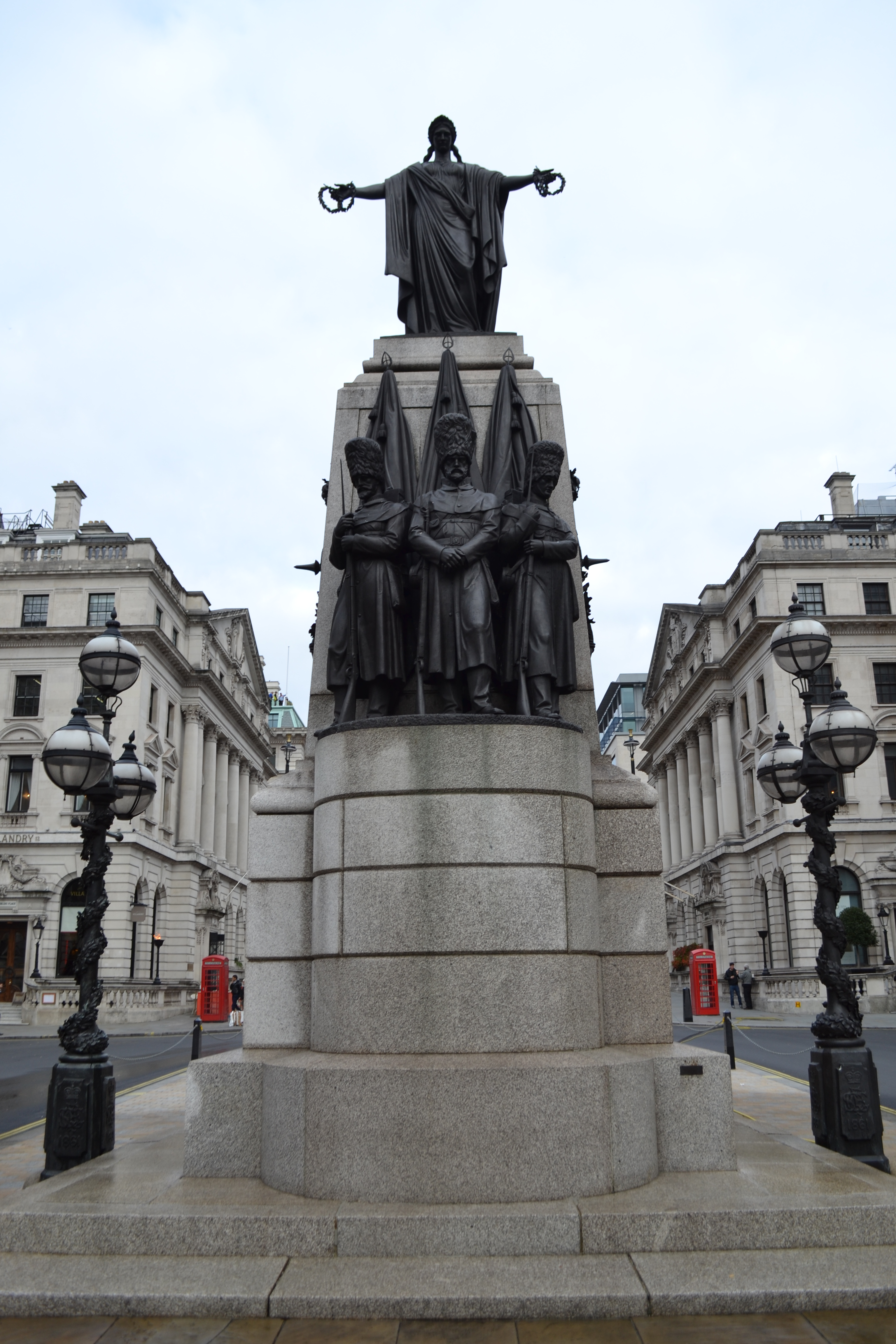
Mémorial de la guerre de Crimée (1853-1856).

La place est agrémentée de onze statues et monuments, dont les principaux sont :
- le mémorial de la guerre de Crimée dans sa partie nord ;
- la statue équestre Édouard VII, œuvre de Sir Bertram Mackennal (en) datant de 1924, dans sa partie sud ;
- la colonne du duc d'York, sur son côté sud, construite en 1831. Au-delà de cette colonne, entre les immeubles de Carlton House Terrace, des escaliers communément appelés The Duke of York Steps (les « Marches duc d'York ») permettent de rallier The Mall depuis la place.

- No 6 : Sofitel St James, hôtel cinq étoiles.